# Kroll Inc.
Kroll é uma empresa multinacional de consultoria de riscos, investigação empresarial e cibersegurança sediada em Nova Iorque. Fundada em 1972 por Jules B. Kroll, expandiu suas atividades para além de serviços de investigação, segurança e inteligência, passando a atuar em todas as áreas relacionadas à mitigação de riscos empresariais, incluindo due diligences investigativas, verificação de antecedentes criminais, investigações de fraudes e atos de corrupção, business intelligence, market intelligence, electronic discovery, perícia contábil, recuperação de dados, busca de ativos, entre outros. 
A empresa tem cerca de 3.500 funcionários em 28 países e é uma subsidiária do grupo Duff & Phelps. Tornou-se conhecida por investigar desvios ilegais de ativos e fraudes internas. Desempenhou um papel importante após a falência da Enron, nos Estados Unidos, conseguindo rastrear e identificar cerca de 35% dos ativos da empresa.
No Brasil, tem, entre seus clientes, o Santander, o Citibank e o governo brasileiro – com empresas como Petrobras e Banco do Brasil.
Em 2004, a Kroll foi envolvida na Operação Chacal, da Polícia Federal, que investigava atos de espionagem contra executivos da Telecom Italia e da cúpula do governo brasileiro. Dirigentes da filial brasileira da empresa foram processados no âmbito da Justiça Federal, por transporte, compra e difusão de dados obtidos por meio de escuta telefônica não autorizada pela Justiça, o que não teve provas. O processo foi arquivado.

## História
A Kroll foi fundada em 1972 por Jules B. Kroll para prestar consultoria anti-fraude e anti-corrupção a departamentos de compras de empresas privadas.
Na década de 80, ganhou notoriedade nos mercados financeiro e de M&A devido à prestação de serviços de due diligence , ficando conhecida como o “olho privado de Wall Street”. Mais tarde, a Kroll ganhou fama mundial pela busca dos ativos ocultos de Jean-Claude Duvalier, Ferdinand e Imelda Marcos, e Saddam Hussein.
Em 1993, a seguradora American International Group Inc., a A.I.G, "tornou-se um dos maiores investidores da Kroll, depois de manter uma participação minoritária na empresa."
Em 1997, com receitas anuais de aproximadamente US$ 60 milhões, a Kroll fundiu-se com a empresa de blindagem automobilística O’Gara-Hess & Eisenhardt. A nova entidade, The Kroll-O'Gara Company, tornou-se uma empresa pública listada na NASDAQ como "KROG".
Em 1998, a Kroll adquiriu a Schiff & Associates Inc., uma pequena firma de engenharia de segurança e consultoria com base em Bastrop,Texas. O nome mudou para Kroll Schiff & Associates, depois para Kroll Security Services Group e finalmente para Kroll Security Group.
Em 2001, a Kroll expandiu a parceria com a A.I.G., oferecendo, por meio do grupo Private Client, serviços de segurança pessoal.
Ainda em 2002, a Kroll comprou a Ontrack, empresa especializada em gestão de informações, recuperação de dados e tecnologias legais, com “sistemas que podem escanear grades quantidades de informações.”
Em 2004, a Kroll foi adquirida pela seguradora Marsh & McLennan Companies (MMC) por US$1.9 bilhão. Nos anos seguintes, a Kroll passou a vender subsidiárias para se concentrar em suas principais linhas de negócios.
Em 2008, Jules Kroll deixou a administração da Kroll, Inc. e tentou comprá-la de volta do MMC. No ano seguinte, quando a tentativa falhou, Jules Kroll lançou, junto com seu filho Jeremy, a empresa K2 Global Consulting, posteriormente renomeada de K2 Intelligence. Em 2011, Jules e Jeremy Kroll criaram a empresa de avaliação de crédito Kroll Bond Ratings.
Em 2010, a Kroll foi adquirida pela Altegrity, Inc., em uma transação avaliada em US$1,13 bilhão. O grupo de empresas da Altegrity também incluía a USIS, empresa de background checks para o setor público, e a Explore, provedora de tecnologias de banco de dados e aplicativos de governo eletrônico. A Altegrity declarou falência em 2015 e, durante a reestruturação, mudou o nome para Corporate Risk Holdings, LLC. Além da Kroll, a Corporate Risk era acionista da HireRight (empresa de background checks para o setor privado) e da Kroll Ontrack.
Em outubro de 2016, o Carlyle Group, por meio da LDiscovery, adquiriu a Kroll Ontrack, em uma transação avaliada em US$410 milhões.
Em junho de 2018, a Kroll foi adquirida pela Duff & Phelps. A nova empresa uniu os serviços de compliance, due diligence, investigações corporativas e cybersegurança da Kroll ao portfolio de corporate finance, valuation e M&A já oferecidos pela Duff & Phelps.

## Casos Históricos

### Recuperacao de ativos
Logo após a saída de Jean-Claude Duvalier da presidência do Haiti em 1986, o Governo haitiano contratou um grupo de investigadores, entre os quais a Kroll, para ajudar a encontrar e recuperar a fortuna retirada por ele do Haiti. Foram rastreados pelo menos US$ 10 milhões em bancos suíços, além de propriedades na França, Monte Carlo e Nova Iorque, jóias e um apartamento estimado em US$ 2 milhões na Trump Tower.
Também em 1986, Ferdinando Marcos e sua esposa Imelda fugiram das Filipinas, após 21 anos no poder, levando 15 milhões de dólares em espécie e objetos. A Kroll foi contratada para descobrir estes ben e ativos. Foi descoberto que o bilionário saudita Adnan Khashoggi estava envolvido na ocultação de fundos do casal.
Em março de 1991, a empresa, contratada pelo governo do Kuwait, descobriu entre US$ 10 e 11 bilhões em contas e empresas de fachada que haviam sido saqueados do tesouro iraquiano por Saddam Hussein.  O esquema envolvia também extorsão, uma vez que outros países do Golfo deveriam pagar "taxas de proteção" ao Iraque para que vendesse o petróleo bruto produzido por eles.

### CPI do Esquema PC Farias
Em 27 de maio de 1992, o Congresso Nacional Brasileiro instaurou uma Comissão Parlamentar de Inquérito (CPI) para apurar denúncias de que Paulo César Farias, seria o laranja do então Presidente da República, Fernando Collor de Mello, e intermediaria negócios entre o empresariado e o governo. A Kroll foi contratada pelo Senado Federal para mapear as conexões e os ativos de PC Farias no exterior. O relatório apresentado à CPI pela Kroll revelou que PC Farias era o dono de três empresas, nos Estados Unidos, nas Ilhas Virgens Britânicas e na França, além de ter um apartamento em Paris. O relatório também comprovou que essas empresas eram utilizadas para legalizar remessas de recursos do Brasil para o exterior e que seus negócios fora do Brasil movimentavam US$ 1 bilhão. As descobertas da CPI e de investigações da Polícia Federal levaram ao pedido de abertura do processo de impeachment de Fernando Collor na Câmara dos Deputados.

### Encol
Em 1999, a incorporadora e construtora Encol decretou falência, em meio a denúncias de formação de caixa dois, falsificação de livros de contabilidade e desvio de patrimônio. Estima-se que por volta de 42 mil famílias teriam investido nos empreendimentos da companhia e teriam tido seus recursos desviados pro Pedro Paulo de Souza, então presidente da empresa, e por outros diretores da Encol. Em meados de 2001, a Kroll foi contratada pelo síndico da massa falida da empresa, Sérvio Túlio Caetano da Costa, para encontrar evidências que pudessem comprovar as alegações das famílias.
Após dois anos, a Kroll apresentou um relatório sobre o funcionamento de um esquema de caixa dois na Encol. Apelidado de “Diger”, o esquema contava com a participação de vendedores e superintendentes regionais para desviar o dinheiro da venda de apartamentos do caixa da empresa. Atas de reuniões da Encol revelaram um esquema que consistia do restauro de fachadas de edifícios para dar a impressão de obras em andamento, quando na verdade estavam sendo abandonadas. A investigação revelou também que diretores da Encol procuraram salvar seu patrimônio em vez de evitar a falência da empresa. Exemplos disso foram as transferências ilícitas de milhares de equipamentos e imóveis da Encol para familiares de Pedro Paulo de Souza, para ex-funcionários da empresa que atuariam como laranjas e para empresas coligadas à Encol. De acordo com os cálculos da Kroll, aproximadamente 2,5 bilhões de reais foram desviados da contabilidade da Encol, seja por meio da formação de caixa dois ou por manobras de desvio de patrimônio.

### União Ciclista Internacional
Após eleições para a presidência da União Ciclista Internacional (UCI) em outubro de 2013, o novo presidente da UCI, Brian Cookson, contratou a Kroll para investigar possíveis irregularidades no órgão que reúne as federações nacionais de ciclistas. As suspeitas incluíram corrupção, fraude e acobertamento de doping de atletas, como no caso Lance Armstrong em 2001, por membros da organização, empresários e médicos.

### Eletrobrás
Em 2015, a Kroll, escritórios de advocacia e empresas especializadas em tecnologia e investigações foram contratados pela Eletrobrás para conduzir uma investigação interna na empresa para verificar a relação entre empresas controladas pela Eletrobrás e as construtoras citadas no âmbito da Operação Lava Jato.
Em maio de 2015, a auditora KPMG deu um parecer com ressalva ao balanço do primeiro trimestre da Eletrobrás, alegando que não era possível estimar o impacto da Operação Lava Jato nas informações contábeis da empresa. Dirigentes da Eletronuclear, subsidiária da Eletrobrás responsável pela construção da Usina de Angra 3, haviam sido citados em delação premiada por corrupção. Em 27 de julho de 2016, o Ministério Público Federal denunciou 15 pessoas, entre eles altos executivos da Eletronuclear, por prática de corrupção, fraude à licitações e lavagem de dinheiro.
Em maio de 2016, a Eletrobrás informou que não iria entregar os formulários 20-F de 2014 e 2015 a tempo à comissão de valores mobiliários dos Estados Unidos (SEC) porque sua investigação interna ainda não tinha sido concluída. Devido ao atraso no arquivamento dos formulários, a negociação de ações da Eletrobrás na bolsa de Nova York (NYSE) foi suspensa. Em comunicado, a empresa afirmou que atrasou a entrega dos 20-F porque esperava a conclusão da sua investigação interna.
A investigação revelou um rombo de R$ 141 milhões em Angra 3, R$ 67 milhões na termelétrica Mauá 3, e R$ 2,6 milhões na hidrelétrica de Simplício. Foram constatados “superfaturamentos relacionados à propina e práticas de cartel, considerados ilegais no âmbito de alguns contratos dos projetos investigado”, e “cobranças de propina para financiar pagamentos indevidos a partidos políticos, funcionários eleitos ou outros funcionários públicos, ex-funcionários de subsidiárias e SPEs (empresas) não controladas pela companhia e outros indivíduos envolvidos em esquemas de pagamento”.
Em outubro de 2016, a Eletrobrás arquivou os formulários 20-F referentes aos exercícios sociais encerrados em 2014 e 2015 com o SEC.  Nestes documentos, a Eletrobrás revelou perdas de R$ 302,5 milhões de 2014 a 2015 causadas por corrupção na empresa. No dia 13 de outubro de 2016 os papeis da Eletrobrás voltaram a ser negociados na Bolsa de Valores de Nova York, e suas ações tiveram uma alta de mais de 200%.
Em janeiro de 2018, a Revista Época reportou que obteve dois contratos assinados entre a Eletrobrás e o escritório americano Hogan Lovells – contratado para conduzir a investigação interna – em que R$ 45,2 milhões teriam sido pagos à Kroll. A Control Risks, teria recebido R$ 44,7 milhões e os escritórios de advocacia, entre eles WFaria, Pinheiro Neto e Torres Falavigna, R$ 47,3 milhões.  

### Final do Campeonato Paulista de Futebol de 2018
Em abril de 2018, a consultoria foi contratada pela Sociedade Esportiva Palmeiras para investigar um episódio envolvendo a arbitragem na final do Campeonato Paulista. O Palmeiras entrou com pedido de instauração de inquérito no Tribunal de Justiça Desportiva (TJD-SP), e esperava reunir provas de que o quinteto de arbitragem havia recebido informações externas para rever a decisão de uma marcação de pênalti a favor do clube.
Com base em vídeos de câmeras de segurança da arena Allianz Parque e em imagens da transmissão da partida, a Kroll identificou a presença de pessoas ao lado do campo da partida utilizando um telefone celular. A Kroll também apontou diversas contradições nos depoimentos que os árbitros da partida deram ao TJD-SP.
Em 11 de junho, o TJD-SP rejeitou o pedido de impugnação da partida sem analisar o mérito, alegando que o Palmeiras havia perdido o prazo para seu pedido. O clube recorreu ao Superior Tribunal de Justiça Desportiva (STJD). Em 19 de setembro, os auditores do STJD entenderam que o clube não conseguiu apresentar provas suficientes e também rejeitaram o pedido de impugnação.
O Palmeiras divulgou uma nota à imprensa afirmando que a interferência externa havia sido comprovada. Apesar da decisão do tribunal, afirmou o clube, a investigação ordenada pelo clube havia trazido mudanças positivas ao futebol, como a adoção do Árbitro Assistente de Vídeo (em inglês, Video Assistant Referee -VAR) no Campeonato Paulista do ano seguinte.